# El Añil, Oaxaca
El Añil är en ort i Mexiko.   Den ligger i kommunen Santiago Pinotepa Nacional och delstaten Oaxaca, i den sydöstra delen av landet, 400 km söder om huvudstaden Mexico City. El Añil ligger 160 meter över havet och antalet invånare är 105.
Terrängen runt El Añil är huvudsakligen platt, men västerut är den kuperad. Runt El Añil är det ganska tätbefolkat, med 60 invånare per kvadratkilometer. Närmaste större samhälle är Santiago Pinotepa Nacional, 6,8 km norr om El Añil. I omgivningarna runt El Añil växer i huvudsak lövfällande lövskog.